# Министр иностранных дел Чехии
Министр иностранных дел Чехии (чеш. Ministr zahraničních věcí České republiky) — министерский пост в Правительстве Чешской Республики, глава министерства иностранных дел Чехии, отвечающий за иностранные дела государства. Пост учреждён 1 января 1993 года, после распада Чехословакии и является преемником министра иностранных дел Чехословакии.

## Министры иностранных дел Чехии с 1 января 1993
- Йозеф Зеленец (1 января 1993 — 23 октября 1997);
- Ярослав Шедивый (8 ноября 1997 — 17 июля 1998);
- Ян Каван (22 июля 1998 — 12 июля 2002);
- Цирил Свобода (15 июля 2002 — 4 сентября 2006);
- Александр Вондра (4 сентября 2006 — 9 января 2007);
- Карел Шварценберг (9 января 2007 — 8 мая 2009);
- Ян Когоут (8 мая 2009 — 13 июля 2010);
- Карел Шварценберг (13 июля 2010 — 10 июля 2013);
- Ян Когоут (10 июля 2013 — 29 января 2014);
- Любомир Заоралек (29 января 2014 — 13 декабря 2017);
- Мартин Стропницкий (13 декабря 2017 — 27 июня 2018);
- Ян Гамачек (27 июня 2018 — 16 октября 2018);
- Томаш Петржичек (16 октября 2018 — 12 апреля 2021);
- Ян Гамачек (12 апреля 2021 — 21 апреля 2021);
- Якуб Кульганек (21 апреля 2021 — 17 декабря 2021);
- Ян Липавский (17 декабря 2021 — настоящее время).